# Samen (René Froger)
Samen is een lied van René Froger uit 2012. Het nummer werd gebruikt bij een reclamespot van de ING rondom de Europees kampioenschap voetbal 2012. De single was gratis te downloaden via de site van de ING maar kwam via de legale downloadverkopen in de Nederlandse hitlijsten terecht en bereikte de nummer 1-positie in de Nederlandse Single Top 100. Het werd Froger's tweede nummer 1-hit in deze lijst.

## Hitnoteringen

### Nederlandse Top 40
| Hitnotering: 16-06-2012 t/m 23-06-2012 | Hitnotering: 16-06-2012 t/m 23-06-2012 | Hitnotering: 16-06-2012 t/m 23-06-2012 | Hitnotering: 16-06-2012 t/m 23-06-2012 |
| Week:                                  | 1                                      | 2                                      |                                        |
| -------------------------------------- | -------------------------------------- | -------------------------------------- | -------------------------------------- |
| Positie:                               | 19                                     | 19                                     | uit                                    |

### NederlandseSingle Top 100
| Hitnotering: 19-05-2012 t/m 23-06-2012 | Hitnotering: 19-05-2012 t/m 23-06-2012 | Hitnotering: 19-05-2012 t/m 23-06-2012 | Hitnotering: 19-05-2012 t/m 23-06-2012 | Hitnotering: 19-05-2012 t/m 23-06-2012 | Hitnotering: 19-05-2012 t/m 23-06-2012 | Hitnotering: 19-05-2012 t/m 23-06-2012 | Hitnotering: 19-05-2012 t/m 23-06-2012 |
| Week:                                  | 1                                      | 2                                      | 3                                      | 4                                      | 5                                      | 6                                      |                                        |
| -------------------------------------- | -------------------------------------- | -------------------------------------- | -------------------------------------- | -------------------------------------- | -------------------------------------- | -------------------------------------- | -------------------------------------- |
| Positie:                               | 83                                     | 18                                     | 9                                      | 2                                      | 1                                      | 42                                     | uit                                    |